# Mezquita de Jarque
Mezquita de Jarque es una localidad y municipio de español de la provincia de Teruel, comunidad autónoma de Aragón, de la comarca Cuencas Mineras. Tiene un área de 31,14 km² con una población de 131 habitantes (INE 2008) y una densidad de 4,21 hab/km².

## Toponimia
El término Jarque proviene del árabe شرق ŠARQ "este, oriente"

## Geografía
Integrado en la comarca de Cuencas Mineras, se sitúa a 53 kilómetros de la capital provincial. El término municipal está atravesado por la carretera nacional N-420, entre los pK 631 y 639, por la carretera autonómica A-1403, que conecta con Cuevas de Almudén, y por una carretera local que se dirige hacia el municipio de Rillo. 
El relieve del municipio está definido por un altiplano del Sistema Ibérico, por donde discurren el río de la Val y algunos arroyos. La altitud oscila entre los 1440 metros al sur, en los Altos del Zancado, la frontera natural de la comarca, y los 1230 metros a orillas del río de la Val. El pueblo se alza a 1251 metros sobre el nivel del mar. 
| Noroeste: Rillo          | Norte: Escucha      | Noreste: Escucha y Cuevas de Almudén |
| Oeste: Rillo             |                     | Este: Cuevas de Almudén              |
| Suroeste: Cañada Vellida | Sur: Cañada Vellida | Sureste: Galve                       |

## Demografía
Mezquita de Jarque cuenta con una población de 81 habitantes (INE 2024).
| Gráfica de evolución demográfica de Mezquita de Jarque entre 1842 y 2021                                            |
| |
| Población de derecho según los censos de población del INE Población de hecho según los censos de población del INE |

## Administración y política

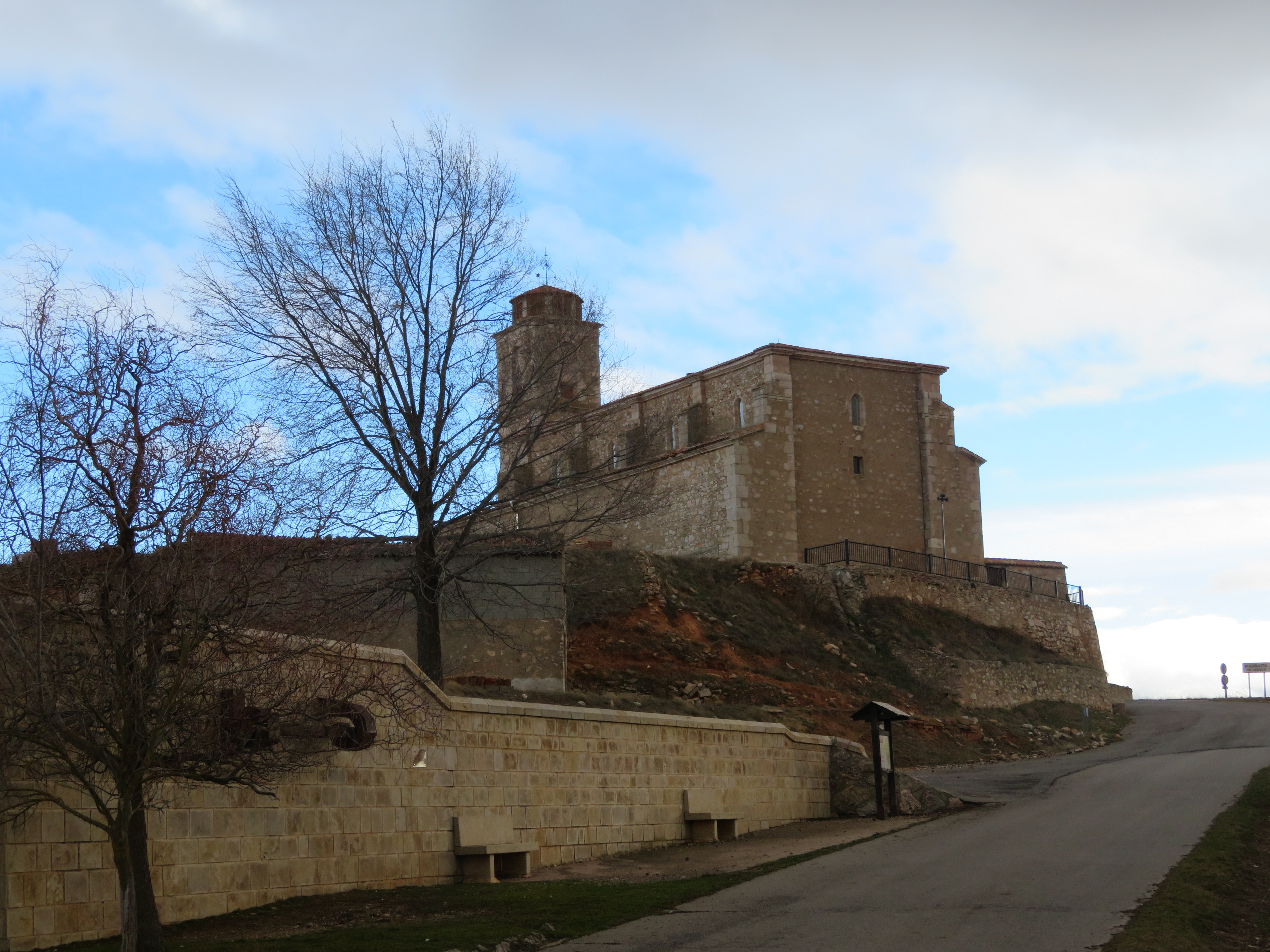
Iglesia parroquial de San Lorenzo Mártir

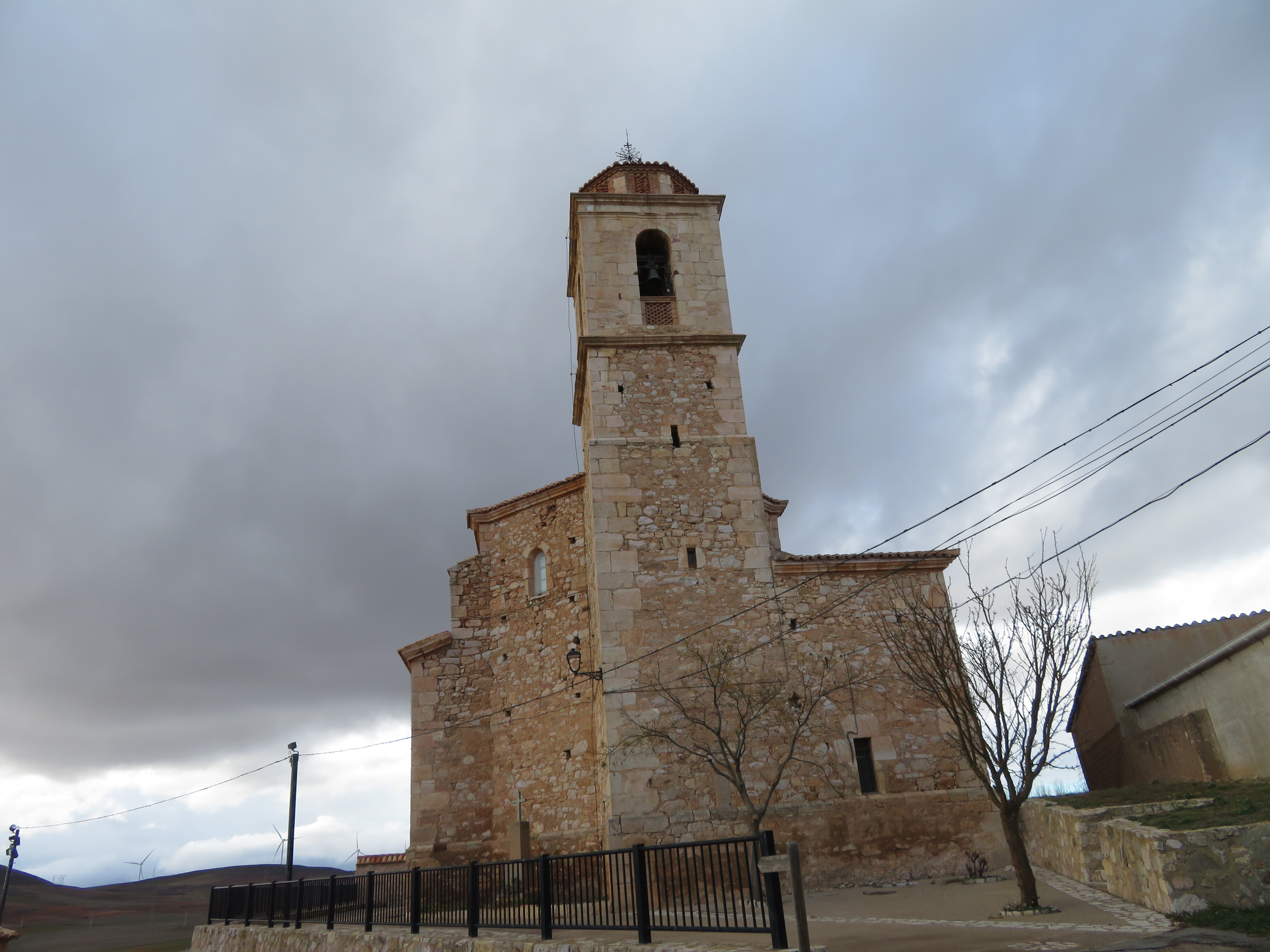
Iglesia parroquial de San Lorenzo Mártir

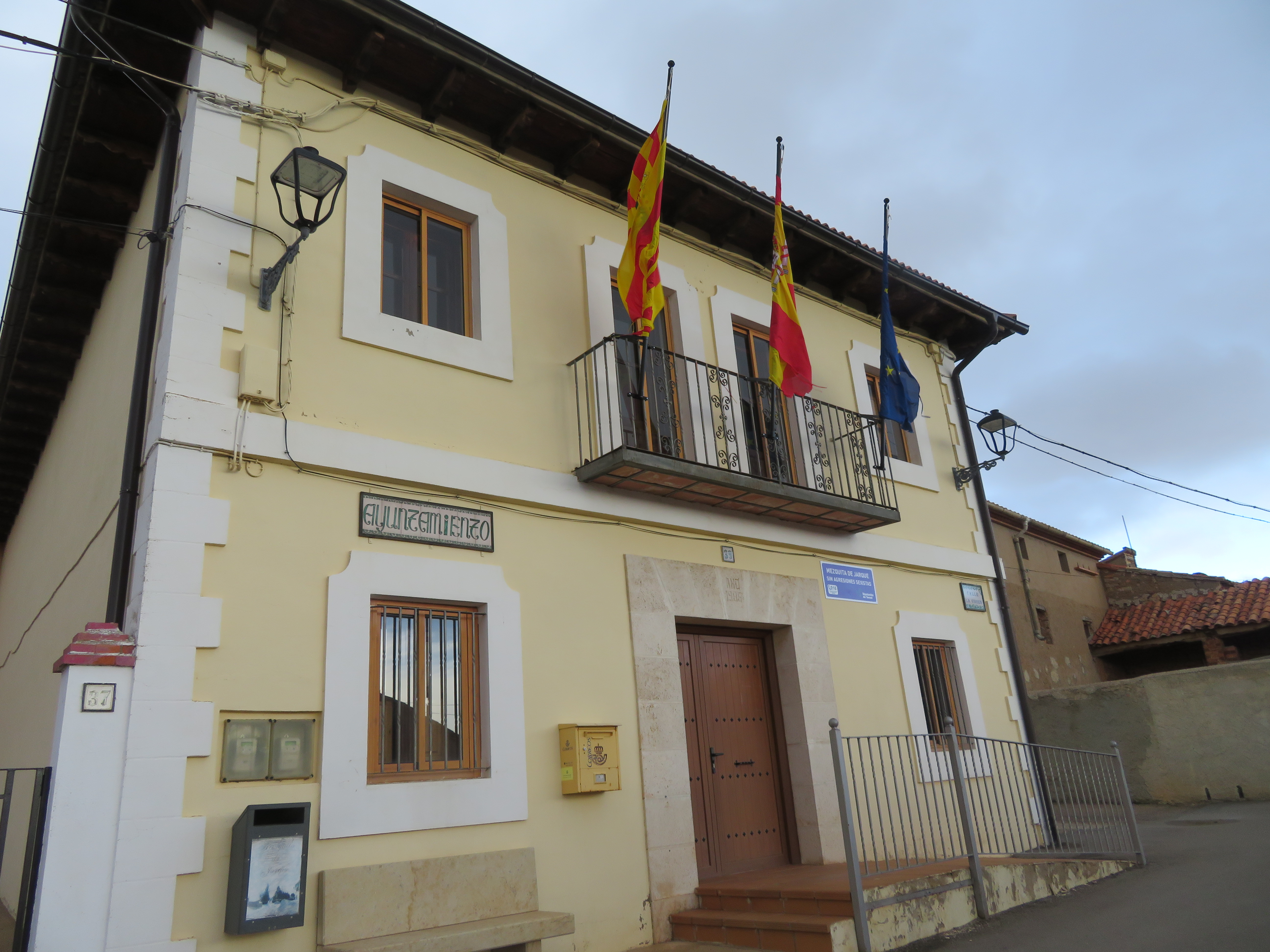
Ayuntamiento de Mezquita de Jarque

| Periodo   | Nombre                         | Partido | Partido                                            |
| --------- | ------------------------------ | ------- | -------------------------------------------------- |
| 1979-1983 | Remigio García Íñiguez         |         | Candidato independiente                            |
| 1983-1987 | Ismael Sancho Gimeno           |         | Partido de los Socialistas de Aragón (PSOE-Aragón) |
| 1987-1991 | Domingo Marzo Collados         |         | Partido de los Socialistas de Aragón (PSOE-Aragón) |
| 1991-1995 | Eduardo Ibáñez Herrera         |         | Partido Aragonés (PAR)                             |
| 1995-1999 | Remigio García Íñiguez         |         | Partido Aragonés (PAR)                             |
| 1999-2003 | Indalecio Fraj Gil             |         | Partido Aragonés (PAR)                             |
| 2003-2007 | Javier Sancho Marzo            |         | Partido de los Socialistas de Aragón (PSOE-Aragón) |
| 2007-2027 | Herminio Rufino Sancho Íñiguez |         | Partido de los Socialistas de Aragón (PSOE-Aragón) |

| Partido político    | Partido político                                   | 2003   | 2007   | 2011   | 2015   | 2019   | 2023   |
| Partido político    | Partido político                                   | Ediles | Ediles | Ediles | Ediles | Ediles | Ediles |
|                     | Partido de los Socialistas de Aragón (PSOE-Aragón) | 4      | 3      | 3      | 3      | 2      | 3      |
|                     | Partido Popular de Aragón (PP)                     | —      | 0      | 1      | 0      | 0      | 0      |
|                     | Agrupación de electores                            | —      | —      | —      | —      | 1      | —      |
|                     | Ciudadanos (CS)                                    | —      | —      | —      | —      | 0      | —      |
|                     | Partido Aragonés (PAR)                             | 1      | 2      | —      | —      | —      | —      |
|                     | Compromiso con Aragón (CA)                         | —      | —      | 1      | 2      | —      | —      |
|                     | Chunta Aragonesista (CHA)                          | —      | 0      | —      | —      | —      | —      |
| Total de concejales | Total de concejales                                | 5      | 5      | 5      | 5      | 3      | 3      |

## Cultura

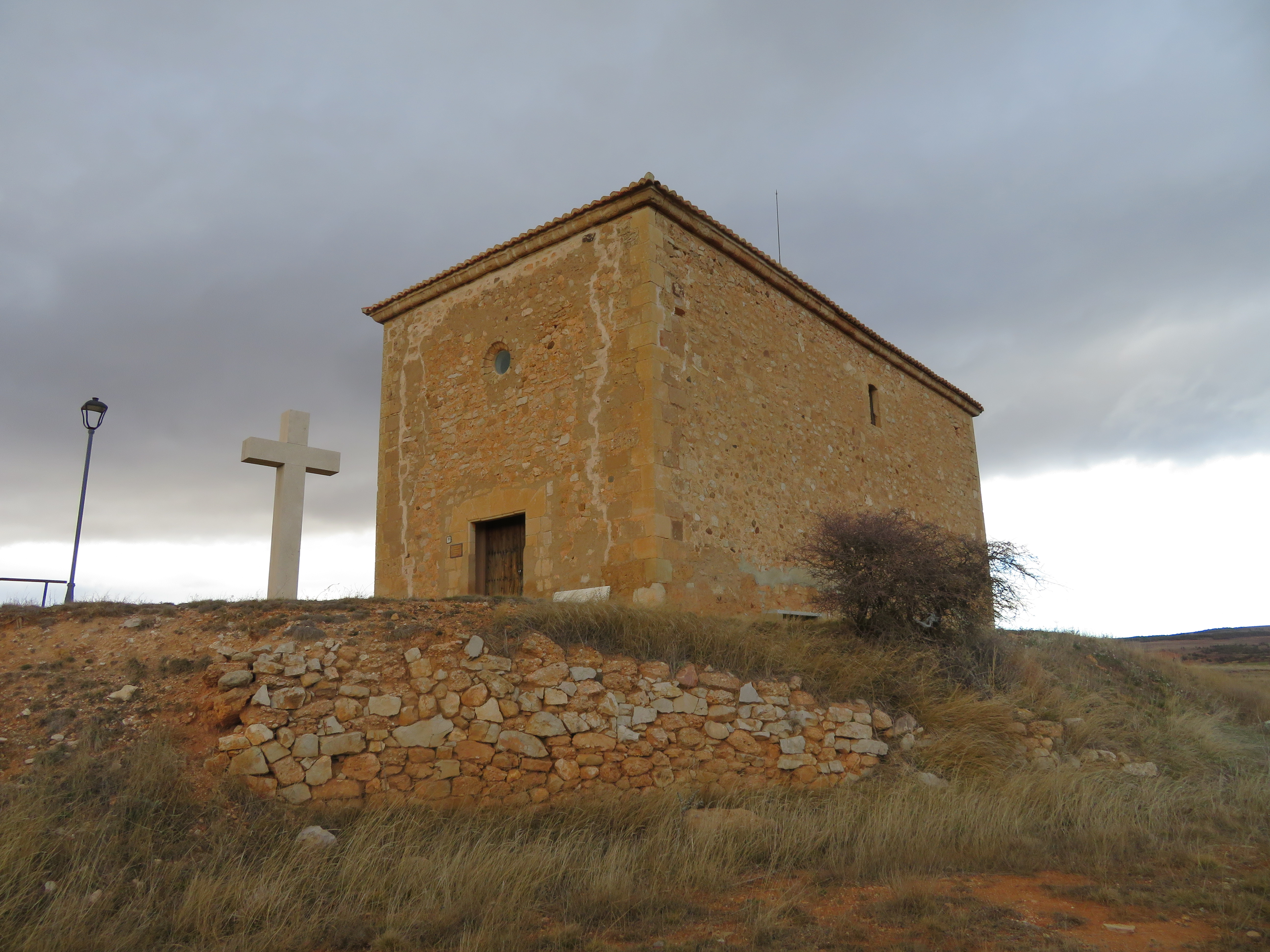
Ermita de Nuestra Señora de la Rosa

### Patrimonio
- Iglesia parroquial de San Lorenzo Mártir
- Ermita de la Virgen de la Rosa

### Fiestas
Fiestas patronales en honor a San Lorenzo, en agosto. Día del patrón el 10 de agosto. Costumbres, actos, celebraciones y actividades lúdicas durante las fiestas: verbenas, bailes con orquesta, discomóvil, misa baturra, volteo de campanas, concurso de disfraces, concursos de guiñote, juego de morra, bingo, comidas populares, fiestas gastronómicas, teatro, carreras pedestres. 